# Бачиле (Фрозиноне)
Бачиле је насеље у Италији у округу Фрозиноне, региону Лацио.
Према процени из 2011. у насељу је живело 34 становника. Насеље се налази на надморској висини од 196 м.